# Mia Čorak Slavenska
Mia Čorak Slavenska (Brod na Savi, 20. veljače 1916. – Los Angeles 5. listopada 2002.), prva hrvatska primabalerina.

## Životopis
Mia Čorak Slavenska rođena je 20. veljače 1916. godine u Slavonskom Brodu (tada Brod na Savi), od majke Hedvige Palme - Čorak i oca Milana Čorak, uglednog ljekarnika. Mia je rođena u vrijeme kada je ruski balet dao sve od sebe i gubio na popularnosti, te time stvorio priliku za otkrivanje novih putova. Već od svoje rane mladosti posvetila se plesu i baletu. S dvanaest godina nastupala je na plesnim solo večerima, dok je s trinaest bila solistica.  Bila je prva hrvatska plesačica koja je nosila naslov primabalerina, kada je potpisala ugovor s HNK za sezonu 1934/35. Za vrijeme trajanja Olimpijskih igara u Berlinu 1936. godine, sudjeluje na Plesnoj olimpijadi i postiže svoj najveći uspjeh do tada, osvajajući prvu nagradu. Krajem tridesetih odlazi iz Hrvatske i postiže veliku svjetsku popularnost i zavidnu karijeru. Mia Čorak Slavenska također je jedna od najznačajnijih umjetničkih ličnosti 20. stoljeća.

## Najbolja hrvatska balerina
Najveća hrvatska balerina svih vremena i jedna od najutjecajnijih umjetnica svoga vremena. Nastupala je na pozornicama širom svijeta, uključujući Južnu Ameriku, Afriku i Aziju, postavši primabalerina Metropolitan opere u New Yorku 1954. – 55. godine.
Slavenska balet uči kod Josefine Weiss i Margarite Froman, a prvi puta nastupa na pozornici Hrvatskog narodnog kazališta davne 1924. godine, kada se premijerno izvodi Baranovićev balet "Licitarsko srce".
Daljnje usavršavanje nastavlja u Beču, da bi od 1929. u Zagrebačkom HNK-u bila angažirana kao solistkinja, ali uskoro i kao prva domaća primabalerina, jer su do tada u tom kazalištu angažirali strane plesačice. Na olimpijadi u Berlinu 1936. godine organiziran je i plesni turnir, na kojem nastupa i Mia s plesnom točkom, koju je nazvala "Iz moje domovine". Bilo je riječ o hrvatskom narodnom plesu, koji je izvela u originalnoj posavskoj nošnji. Njemačka publika je ostala očarana plesom i ljepotom narodne nošnje, pa su o tom nastupu pisale mnogobrojne novine, a kritika je pisala o "doživljaju nad doživljajima". Ukratko, zvijezda je bila rođena! Uskoro su uslijedile mnogobrojne inozemne ponude.
Nije dugo trebalo čekati njen prvi veliki međunarodni angažman. Dogodilo se to prilikom otvaranja Rockefellerovog kazališta u Parizu, gdje Mia Čorak nastupa zajedno sa zvjezdanim Sergejom Lifarom kao partnerom u baletu "Triumf Davidiv". Zaredali su njeni nastupi u više gradova u Europi i Africi.
Godine 1938. Slavenska odlazi u Sjedinjene Države, gdje niže uspjeh za uspjehom u svjetski poznatom Metropolitanu. Plesni su joj partneri neki od najpoznatijih plesača svih vremena, uz već spomenutog Lifara, Juškević i Mjasin. I u Americi je pobudila veliki interes, gdje ponovno prima odlične kritike. Miinu plesačku veličanstvenost još je više naglašavala njena upadljiva crvena kosa i pojava kojom je zračila. Mia se okušala i na filmu Smrt labuda, koji je osvojio prvu nagradu na natjecanju umjetničkog filma u Parizu. Nakon Drugog svjetskog rata udaje se za Kurta Neumanna, austrijskog glumca, s kojim ima jedno dijete, kćer Mariu.
U New Yorku 1960. godine otvara baletni studio, pa se sve više posvećuje pedagoškom radu, da bi 1963. i konačno napustila kazališne daske. Do početka osamdesetih predavala je na Kalifornijskom Sveučilištu, nakon čega odlazi u mirovinu. U znak spomena na ovu veliku hrvatsku umjetnicu, njezin rodni grad, Slavonski Brod, postavlja 2004. godine spomen-ploču na kuću u kojoj se rodila.

## Posvete
- 2002. Slavenska Dance Preservation - prikupljanje brojnih svjedočanstava, izjava i tekstova koji govore o njezinom velikom doprinosu na sceni tijekom duge karijere u Hrvatskoj, Europi i SAD.[2]
- 2004. Ljepota, Gracija, Harmonija - Organizatori: Kazališno-koncertna dvorana Slavonski Brod, Ogranak Matice hrvatske Slavonski Brod i Hrvatsko društvo profesionalnih baletnih umjetnika.[3]